# Phó tỉnh của Nhật Bản
Phó tỉnh (支庁 (Chi sảnh) Shichō) là một đơn vị hành chính của Nhật Bản. Đơn vị hành chính này dưới cấp tỉnh của Nhật Bản và bao gồm một số thành phố, huyện (gun) và thị trấn và làng. Phó tỉnh được thành lập để thay mặt chính quyền cấp tỉnh quản lý các khu vực vùng xa.

## Các phó tỉnh hiện tại
- Hokkaidō, là tỉnh lớn nhất của Nhật Bản về diện tích, được chia thành 14 phó tỉnh. Các đơn vị này được thành lập từ năm 1897. Các phó tỉnh không bao gồm các thành phố lớn như Sapporo và Hakodate cho đến năm 1922. Xem: Phó tỉnh của Hokkaidō
- Kagoshima có hai phó tỉnh, Ōshima và Kumage, nằm ở Amami và Nishinoomote. Chúng bao gồm các đảo giữa Kagoshima và Okinawa.
- Miyazaki chỉ có 1 phó tỉnh gồm huyện Nishiusuki, một huyện vùng núi nằm ở phía Tây Bắc của tỉnh.
- Nagasaki có 3 phó tỉnh bao phủ các đảo của Tsushima, Iki và Gotō.
- Tokyo có 4 phó tỉnh bao phủ các đảo thuộc chính quyền Tokyo gồm Hachijō, Miyake, Ogasawara và Ōshima.
- Okinawa có 2 phó tỉnh là Miyako và Yaeyama, nằm trên các đảo Miyakojima và Ishigaki. Các văn phòng này quản lý các đảo xung quanh hai đảo trên.
- Shimane chỉ có 1 phó tỉnh ở quần đảo Oki. Văn phòng này là văn phòng của chính quyền Nhật Bản nằm gần nhất với Liancourt, là một đảo do Hàn Quốc quản lý nhưng Nhật Bản tuyên bố chủ quyền.
- Yamagata có 4 phó tỉnh. Hầu hết đều nằm trong 4 khu đô thị chính của tỉnh (Yamagata, Shinjo, Yonezawa và Shonai).